# 圣马丹德瓦尔维尔
圣马丹德瓦尔维尔（法語：Saint-Martin-de-Varreville，法語發音：[sɛ̃ maʁtɛ̃ də vaʁvil]）是法国芒什省的一个市镇，属于瑟堡区。

## 地理
圣马丹德瓦尔维尔（49°25'35"N, 1°14'14"W）面积8.36 平方千米，位于法国诺曼底大区芒什省，该省份为法国西北部沿海省份，西、北、东北三面环大西洋，东起顺时针与卡爾瓦多斯省、奧恩省、马耶讷省和伊勒-维莱讷省接壤。
与圣马丹德瓦尔维尔接壤的市镇（或旧市镇、城区）包括：欧杜维尔拉于贝尔、圣日耳曼德瓦尔维尔、蒂尔克维尔、圣梅尔埃格利斯。

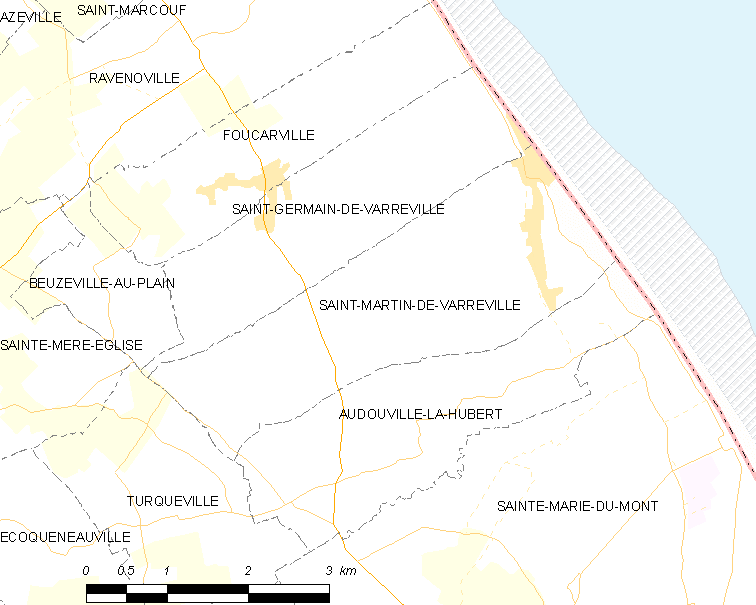
圣马丹德瓦尔维尔的OSM定位图

圣马丹德瓦尔维尔的时区为UTC+01:00、UTC+02:00（夏令时）。

## 行政
圣马丹德瓦尔维尔的邮政编码为50480，INSEE市镇编码为50517。

## 政治
圣马丹德瓦尔维尔所属的省级选区为卡朗唐莱马赖县。

## 人口

1962-2008年间圣马丹德瓦尔维尔人口变化图示

圣马丹德瓦尔维尔于2022年1月1日时的人口数量为170人。